# Petilipinnis grunniens
Petilipinnis grunniens es una especie de pez de la familia Sciaenidae en el orden de los Perciformes.

## Morfología
• Los machos pueden llegar alcanzar los 27,9 cm de longitud total.

## Hábitat
Es un pez de agua dulce clima tropical y pelágico.

## Distribución geográfica
Se encuentran en Sudamérica:  cuencas de los ríos  Amazonas,  Cuyuni y  Esequibo.

## Observaciones
Es inofensivo para los humanos.